# Syngnathus
Syngnathus là một chi cá chìa vôi trong họ Syngnathidae. Chúng sinh sống ở biển, nước lợ và đôi khi ở nước ngọt.

## Loài
Hiện có 32 loài được công nhận trong chi này:
- Syngnathus abaster A. Risso, 1827
- Syngnathus acus Linnaeus, 1758
- Syngnathus affinis Günther, 1870
- Syngnathus auliscus (Swain, 1882)
- Syngnathus californiensis D. H. Storer, 1845
- Syngnathus caribbaeus C. E. Dawson, 1979
- Syngnathus carinatus (C. H. Gilbert, 1892)
- Syngnathus dawsoni (Herald, 1969)
- Syngnathus euchrous Fritzsche, 1980
- Syngnathus exilis (R. C. Osburn & Nichols, 1916)
- Syngnathus floridae (D. S. Jordan & C. H. Gilbert, 1882)
- Syngnathus folletti Herald, 1942
- Syngnathus fuscus D. H. Storer, 1839
- Syngnathus insulae Fritzsche, 1980
- Syngnathus leptorhynchus Girard, 1854
- Syngnathus louisianae Günther, 1870
- Syngnathus macrobrachium Fritzsche, 1980
- Syngnathus macrophthalmus Duncker, 1915
- Syngnathus makaxi Herald & C. E. Dawson, 1972
- Syngnathus pelagicus Linnaeus, 1758
- Syngnathus phlegon A. Risso, 1827
- Syngnathus rostellatus Nilsson, 1855
- Syngnathus safina Paulus, 1992
- Syngnathus schlegeli Kaup, 1856
- Syngnathus schmidti Popov, 1927
- Syngnathus scovelli (Evermann & Kendall, 1896)
- Syngnathus springeri Herald, 1942
- Syngnathus taenionotus Canestrini, 1871
- Syngnathus tenuirostris Rathke, 1837
- Syngnathus typhle Linnaeus, 1758
- Syngnathus variegatus Pallas, 1814
- Syngnathus watermeyeri J. L. B. Smith, 1963